# Amblyteles aterrimus
Amblyteles aterrimus är en stekelart som beskrevs av Carl Gustav Alexander Brischke 1862. Amblyteles aterrimus ingår i släktet Amblyteles och familjen brokparasitsteklar. Inga underarter finns listade i Catalogue of Life.